# Ananim
Ananim – pseudonim utworzony przez odwrócenie kolejności liter w nazwisku autora lub artysty, np. Stefan Żeromski posługiwał się m.in. pseudonimem Stefan Iksmoreż, zaś Kurt Wilhelm Marek jest znany jako C. W. Ceram. Miłosz Biedrzycki użył ananimu Norwida jako Diwron i Tadeusza Różewicza jako Cziweżór. Także brytyjski wokalista Christopher Hamill użył ananimu jako swojego pseudonimu Limahl, ukraińska piosenkarka Karolina Myrosławiwna Kujek posługująca się pseudonimem Ani Lorak oraz amerykański pisarz Theodor Seuss Geisel jako Theo LeSieg czy modelka niemiecka Giulia Siegel jako Giulia Legeis.